# Izier
 Izier  là một xã ở tỉnh Côte-d’Or trong vùng Bourgogne-Franche-Comté, phía đông nước Pháp. Xã Izier nằm ở khu vực có độ cao từ 201-210 mét trên mực nước biển.